# Frkuljevec Peršaveški
Frkuljevec Peršaveški is een plaats in de gemeente Mače in de Kroatische provincie Krapina-Zagorje. De plaats telt 56 inwoners (2001).